# Budapest Cowbells 2022
Questa voce raccoglie le informazioni riguardanti i Budapest Cowbells nelle competizioni ufficiali della stagione 2022.

## Maschile

### Prima squadra

#### Hungarian Football League 2022

##### Stagione regolare
| 16 aprile 2022 1ª giornata | Fehérvár Enthroners | 47 – 18 | Budapest Cowbells |  |

| 7 maggio 2022 3ª giornata | Budapest Cowbells | 28 – 25 | Budapest Wolves |  |

| 21 maggio 2022 4ª giornata | Miskolc Steelers | 21 – 29 | Budapest Cowbells |  |

| 5 giugno 2022 5ª giornata | Győr Sharks | 28 – 26 | Budapest Cowbells |  |

##### Playoff
| 3 luglio 2022 Semifinale | Budapest Cowbells | 14 – 21 | Budapest Wolves |  |

#### Statistiche di squadra
| Competizione      | %Vittorie | In casa | In casa | In casa | In casa | In casa | In casa | In trasferta | In trasferta | In trasferta | In trasferta | In trasferta | In trasferta | Totale | Totale | Totale | Totale | Totale | Totale |
| Competizione      | %Vittorie | G       | V       | N       | P       | Pf      | Ps      | G            | V            | N            | P            | Pf           | Ps           | G      | V      | N      | P      | Pf     | Ps     |
| ----------------- | --------- | ------- | ------- | ------- | ------- | ------- | ------- | ------------ | ------------ | ------------ | ------------ | ------------ | ------------ | ------ | ------ | ------ | ------ | ------ | ------ |
| Stagione regolare | .500      | 1       | 1       | 0       | 0       | 28      | 25      | 3            | 1            | 0            | 2            | 73           | 96           | 4      | 2      | 0      | 2      | 101    | 121    |
| Playoff           | .000      | 1       | 0       | 0       | 1       | 14      | 21      | 0            | 0            | 0            | 0            | 0            | 0            | 1      | 0      | 0      | 1      | 14     | 21     |
| Totale            | .400      | 2       | 1       | 0       | 1       | 42      | 46      | 3            | 1            | 0            | 2            | 73           | 96           | 5      | 2      | 0      | 3      | 115    | 142    |

### Seconda squadra

#### Divízió I 2022

##### Stagione regolare
| 17 aprile 2022 3ª giornata | Debrecen Gladiators | 12 – 20 | Budapest Cowbells 2 |  |

| 1º maggio 2022 5ª giornata | VSD Rangers | 40 – 34 | Budapest Cowbells 2 |  |

| 22 maggio 2022 8ª giornata | Budapest Cowbells 2 | 36 – 17 | CFS Guardians |  |

| 28 maggio 2022 9ª giornata | Budapest Titans | 40 – 19 | Budapest Cowbells 2 |  |

| 12 giugno 2022 10ª giornata | Tatabánya Mustangs | 14 – 63 | Budapest Cowbells 2 |  |

| 25 giugno 2022 11ª giornata | Budapest Cowbells 2 | 6 – 34 | Szombathely Crushers |  |

##### Playoff
| 9 luglio 2022 Semifinale | Budapest Titans | 38 – 14 | Budapest Cowbells 2 |  |

#### Statistiche di squadra
| Competizione      | %Vittorie | In casa | In casa | In casa | In casa | In casa | In casa | In trasferta | In trasferta | In trasferta | In trasferta | In trasferta | In trasferta | Totale | Totale | Totale | Totale | Totale | Totale |
| Competizione      | %Vittorie | G       | V       | N       | P       | Pf      | Ps      | G            | V            | N            | P            | Pf           | Ps           | G      | V      | N      | P      | Pf     | Ps     |
| ----------------- | --------- | ------- | ------- | ------- | ------- | ------- | ------- | ------------ | ------------ | ------------ | ------------ | ------------ | ------------ | ------ | ------ | ------ | ------ | ------ | ------ |
| Stagione regolare | .500      | 2       | 1       | 0       | 1       | 42      | 51      | 4            | 2            | 0            | 2            | 136          | 106          | 6      | 3      | 0      | 3      | 178    | 157    |
| Playoff           | .000      | 0       | 0       | 0       | 0       | 0       | 0       | 1            | 0            | 0            | 1            | 14           | 38           | 1      | 0      | 0      | 1      | 14     | 38     |
| Totale            | .429      | 2       | 1       | 0       | 1       | 42      | 51      | 5            | 2            | 0            | 3            | 150          | 144          | 7      | 3      | 0      | 4      | 192    | 195    |

### Terza squadra

#### Divízió II 2022

##### Stagione regolare
| 27 marzo 2022 2ª giornata | Dunaújváros Gorillaz | 10 – 12 | Rebels Oldboys |  |

| 9 aprile 2022 4ª giornata | Dabas Sparks | 34 – 7 | Rebels Oldboys |  |

| 30 aprile 2022 7ª giornata | Rebels Oldboys | 34 – 40 | Miskolc Renegades |  |

| 12 giugno 2022 13ª giornata | Pécs Legioners | 20 – 50 | Rebels Oldboys |  |

#### Statistiche di squadra
| Competizione      | %Vittorie | In casa | In casa | In casa | In casa | In casa | In casa | In trasferta | In trasferta | In trasferta | In trasferta | In trasferta | In trasferta | Totale | Totale | Totale | Totale | Totale | Totale |
| Competizione      | %Vittorie | G       | V       | N       | P       | Pf      | Ps      | G            | V            | N            | P            | Pf           | Ps           | G      | V      | N      | P      | Pf     | Ps     |
| ----------------- | --------- | ------- | ------- | ------- | ------- | ------- | ------- | ------------ | ------------ | ------------ | ------------ | ------------ | ------------ | ------ | ------ | ------ | ------ | ------ | ------ |
| Stagione regolare | .500      | 1       | 0       | 0       | 1       | 34      | 40      | 3            | 2            | 0            | 1            | 69           | 64           | 4      | 2      | 0      | 2      | 103    | 104    |
| Totale            | .500      | 1       | 0       | 0       | 1       | 34      | 40      | 3            | 2            | 0            | 1            | 69           | 64           | 4      | 2      | 0      | 2      | 103    | 104    |